# Funambulus sublineatus
Funambulus sublineatus е вид бозайник от семейство Катерицови (Sciuridae). Видът е световно застрашен, със статут Уязвим.

## Разпространение
Разпространен е в Индия и Шри Ланка.